# Monapia huaria
Monapia huaria là một loài nhện trong họ Anyphaenidae.
Loài này thuộc chi Monapia. Monapia huaria được M. J. Ramírez miêu tả năm 1995.